# Tabakwiegehalle

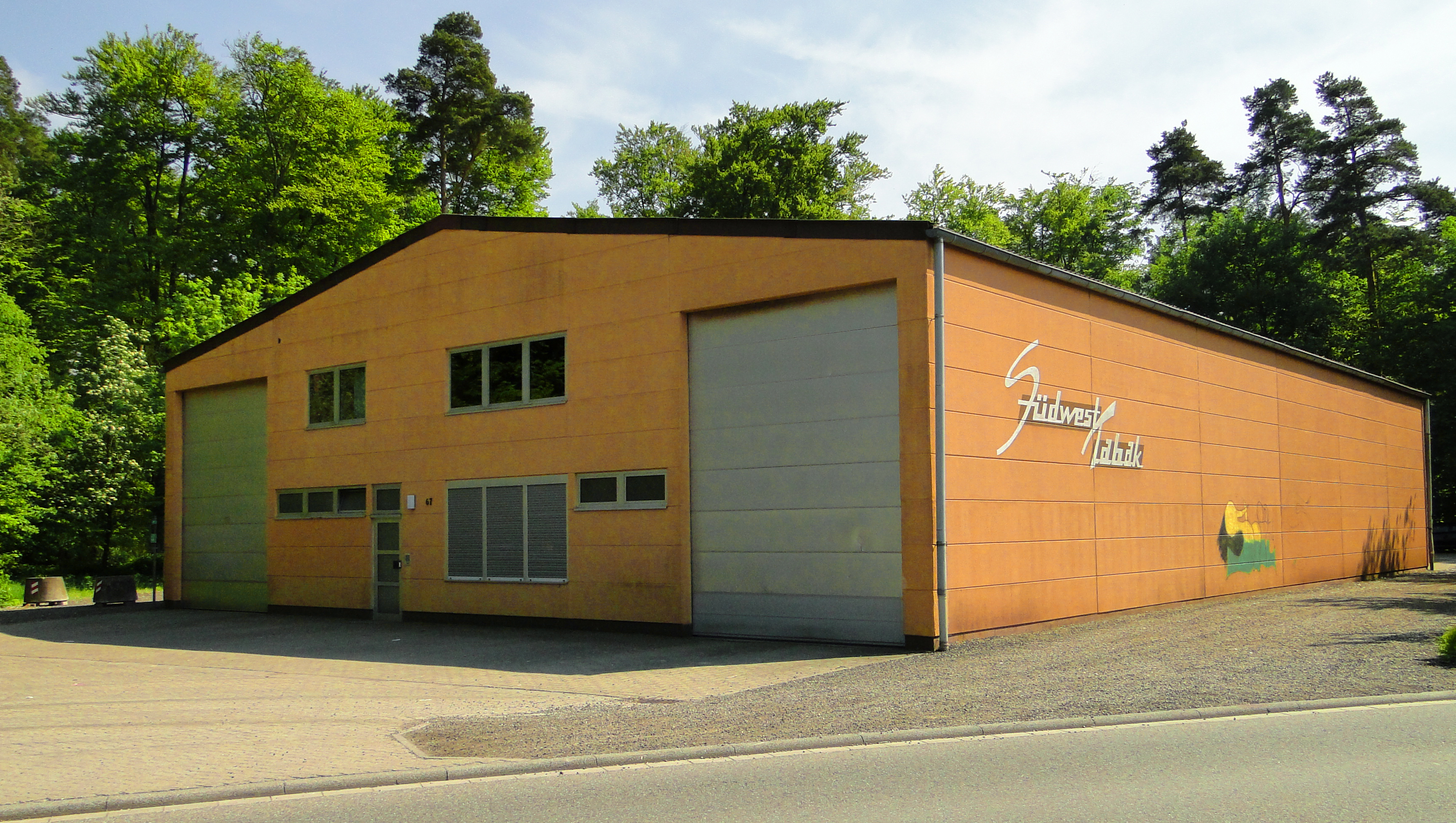
Moderne Tabakwiegehalle in Herxheim bei Landau

Eine Tabakwiegehalle ist ein Gebäude, das dem witterungsgeschützten Wiegen des getrockneten Tabaks dient. 
Der Tabak wurde nach der Ernte in Tabakschuppen getrocknet und danach vom Landwirt zur Tabakwiegehalle transportiert, um dort abgewogen zu werden. Die quantitative Erfassung des Tabaks erfolgte nämlich nicht durch Volumen-, sondern durch Gewichtsmessung. Zusammen mit der Qualität der Tabakblätter bestimmte das Gewicht den Preis, den der Tabakeinäufer dem Tabakbauern zahlte. 
Die ersten Tabakwaagen wurden bereits im frühen 18. Jahrhundert errichtet. So gab es in Germersheim spätestens um 1726 eine Tabakwaage. Um Mensch und Tabak vor der Witterung zu schützen und um eine Gewichtszunahme des Tabaks durch Feuchtigkeitsaufnahme zu vermeiden, wurden viele Tabakwaagen überdacht. Ältere Tabakwiegehallen waren Holzgebäude, deren Witterungsschutz im Wesentlichen aus einem Dach bestand. Eine moderne Tabakwiegehalle aus Fertigelementen befindet sich in Herxheim. 
Zusammen mit den Tabakschuppen und den Tabakbeeten, in denen die Tabakpflanzen herangezogen wurden, zählt die Tabakwiegehalle zur typischen Gebäude-Infrastruktur eines Tabakanbaugebietes. In den Anbaugebieten befand sich früher in fast jedem Dorf eine Tabakwiegehalle. Da der Tabakanbau in Deutschland kaum noch betrieben wird, haben die Tabakwiegehallen ihre Aufgabe verloren und wurden inzwischen zum großen Teil abgerissen.